# Meinrad Miltenberger
Meinrad Miltenberger (Herdecke, Renânia do Norte-Vestfália, 6 de dezembro de 1924 – Herdecke, Renânia do Norte-Vestfália, 10 de setembro de 1993) foi um velocista alemão na modalidade de canoagem.
Foi vencedor da medalha de Ouro em K-2 1000 m em Melbourne 1956 junto com o seu colega de equipe Michel Scheuer.